# Nueva Palmira
Nueva Palmira è una città dell'Uruguay, situata nel dipartimento di Colonia.

## Geografia
Nueva Palmira è situata sulla sponda sinistra del fiume Uruguay, presso la confluenza di quest'ultimo con il delta del Paraná. La cittadina è situata a circa 100 km a nord ovest del capoluogo dipartimentale Colonia del Sacramento e a 275 km a nord-ovest della capitale nazionale Montevideo.

## Storia
Fu fondata il 26 ottobre 1831 da Felipe Santiago Torres Leiva con il nome di Las Higueritas. Nel 1953 ha ottenuto lo status di città.

## Cultura

### Istruzione

#### Musei
Nueva Palmira ospita il Museo Municipale Profesor Rosselli.

## Infrastrutture e trasporti

### Strade
La città è attraversata in senso nord-sud dalla strada 21 che da Colonia del Sacramento giunge sino a Mercedes. Da Nueva Palmira parte il primo tratto della R 12 che unisce appunto la cittadina rivierasca con la località di Ismael Cortinas, nel dipartimento di Florida.

### Porti
Il porto di Nueva Palmira è, dopo quello di Montevideo, il secondo più importante del paese per flusso merci. Strategicamente situato alla foce dell'Uruguay, è un terminal sia per trasporto transoceanico sia per quello fluviale. Dispone sia di una struttura gestita dall'agenzia statale ANP sia di due terminal di proprietà di privati inquadrati in un regime di zona franca.